# Ongevlekt koffieboontje
Het ongevlekt koffieboontje (Trivia arctica) is een slakkensoort uit de familie van de Triviidae. De wetenschappelijke naam van de soort is voor het eerst geldig gepubliceerd in 1799 door Pulteney.
De soort komt voor in de Atlantische Oceaan en kan ongeveer 1 centimeter lang worden.